# Jørgen Heide
Jørgen Heide nævnes i årene 1542-1556 som leder af den danske kong Christian III’s instrumentalmusik (Det Kongelige Kapel).
Han benævnes i kilder som øverste trommeter (trompeter) og har sandsynligvis været her også før 1542, idet han antages at have spillet en afgørende rolle i udarbejdelse af de såkaldte kantori-stemmebøger, der var færdige i 1541, og som stadig findes. Før sin ankomst til Danmark synes han at have tjent kongens svoger Hertug Albrecht af Preussen. Ved sin ansættelse her måtte han binde sig for livstid og forpligte sig til "ingensinde at give sig i nogen anden herres tjeneste".
Der findes ingen musikalske spor efter ham i danske kilder, men et par kompositioner for 8 stemmer fra 1545 over kongens valgsprog og sangen Nun bitten wir den heiligen Geist kendes fra Preussen. Efter 1556 optræder en Jørgen Heide i svenske kilder som leder af musikken ved kong Erik 14.s hof; det er uvist om det er samme person.